# Aan de oever van de Rotte

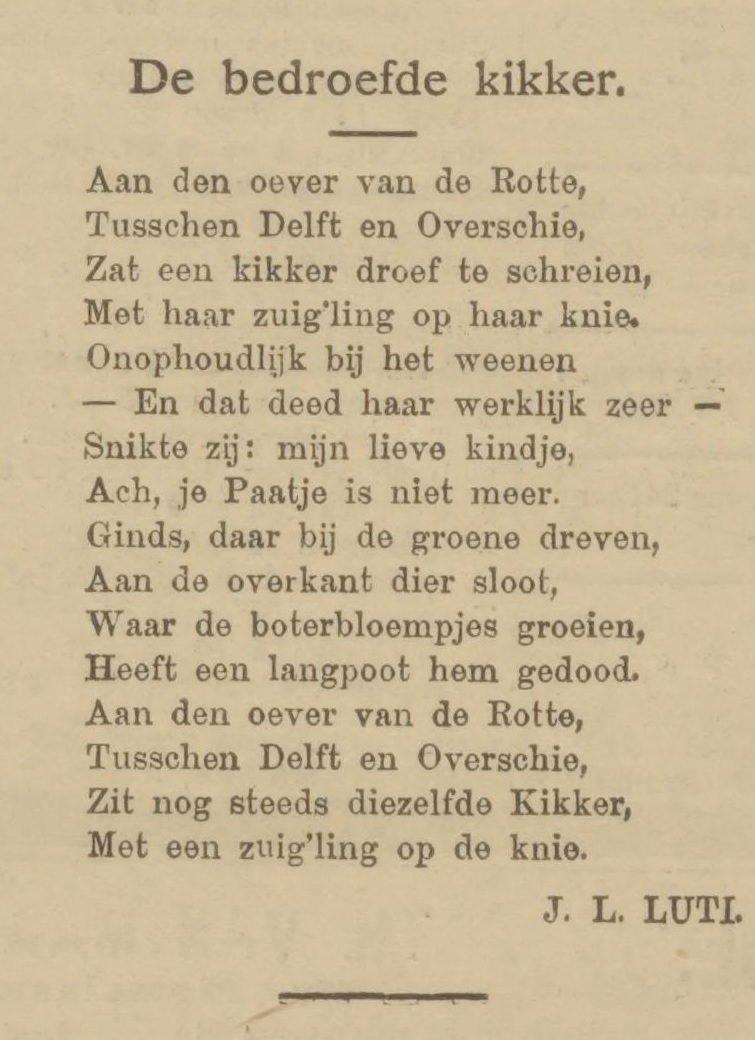
Versie door Luti uit De Courant, 30 juli 1904.

Aan de oever van de Rotte is een Nederlands kinderliedje.

## Liedtekst
Het liedje kent talloze varianten en parodieën. Vrijwel al deze beginnen met of bestaan uit de volgende twee strofen:
Aan den oever van de Rotte
Tussen Delft en Overschie
Zat een kikker luid te wenen
Met een zuig'ling op haar knie
Kijk eens jongen sprak de moeder
Zie je gindse ooievaar
't Is de moordenaar van je vader
Hij at hem op met huid en haar

## Melodie
Het liedje kan op drie melodieën gezongen worden: Oh My Darling, Clementine (gepubliceerd in 1887), een Russisch volkslied over Stenka Razin (1883) en Bij Sedan op de heuvel (ca. 1850).

## Geschiedenis en varianten
Het liedje heette oorspronkelijk De bedroefde kikker en is geschreven door de Rotterdamse predikant Jan Jacob Lodewijk Luti (1831-1901). Het werd voor het eerst gepubliceerd in dagblad De Courant in 1904, drie jaar na zijn dood. In deze eerste versie, die bestaat uit acht strofen, is geen sprake van een ooievaar, maar van een ‘langpoot’. In een versie gepubliceerd in 1919 is sprake van ‘een grooten grauwen reiger’.
In de jaren 1920 is het liedje gereduceerd tot de twee hierboven aangehaalde strofen en wordt de ooievaar voor het eerst benoemd. Niet lang daarna, echter, wordt het liedje uitgebreid met de vrij ondeugende strofe:
Dierb’re moeder, sprak de kleine,
Schrei toch niet, bedaar nu wat:
Als ik groot ben bijt ik zeker
Bei z’n beenen van z’n gat!
Van deze strofe bestaan verschillende varianten met allemaal een ‘minder kiesch woord in den laatsten regel’. Later – ergens in de tweede helft van de twintigste eeuw – werd deze strofe vervangen door de volgende strofe, die sindsdien ook in de meeste varianten voorkomt:
Nota bene sprak de kleine
Heeft die schooier dat gedaan
Als ik later nog eens groot ben
Zal ik hem op zijn falie slaan
Voor ‘nota bene’ wordt hierbij ook vaak het woord 'potverdorie' gebruikt. Andere woordkeuzes die soms aangetroffen worden zijn: ‘potverdikkie’, ‘wel verdorie’ en ‘potverdomme’ of het eufemistische ‘wel snotjantje'. In plaats van 'kikker' wordt regelmatig het ongebruikelijke synoniem 'kikvors' gebruikt.
Ook bestaat er een versie waarin het tafereel zich afspeelt aan de IJssel hoewel de tweede plaatsnaam onvindbaar is. Deze versie is als volgt:
Aan de oever van de IJssel
Tussen De Steeg en Boven Nie(?)
Zat een kikvors luid te wenen
Met een kleintje op haar knie
"Lieve jongen", zei de moeder,
"Zie je daar die ooievaar
Tis de moordenaar van je vader
Hij vrat 'm op met huid en haar"
"Lieve moeder", zei de kleine,
"Heeft die rotzak dat gedaan
Als ik later sterk en groot ben
Zal ik 'm op z'n donder slaan!"

## Dichterlijke vrijheden
De oorsprong van de Rotte ligt in de huidige gemeente Lansingerland, bij de polder Honderdveertig Morgen nabij de buurtschap Kruisweg. De Rotte eindigt in Rotterdam Centrum. Hiermee komt de rivier op geen enkele wijze in de buurt van Delft of Overschie. Tussen beide plaatsen loopt de Delftse Schie.
In Trouw wees een oud-leraar aardrijkskunde niet alleen op deze topografische misser, maar ook op het feit dat een kikvors (kikker) niet met huid en haar kan worden opgegeten.